# Filialkirche Pirkach

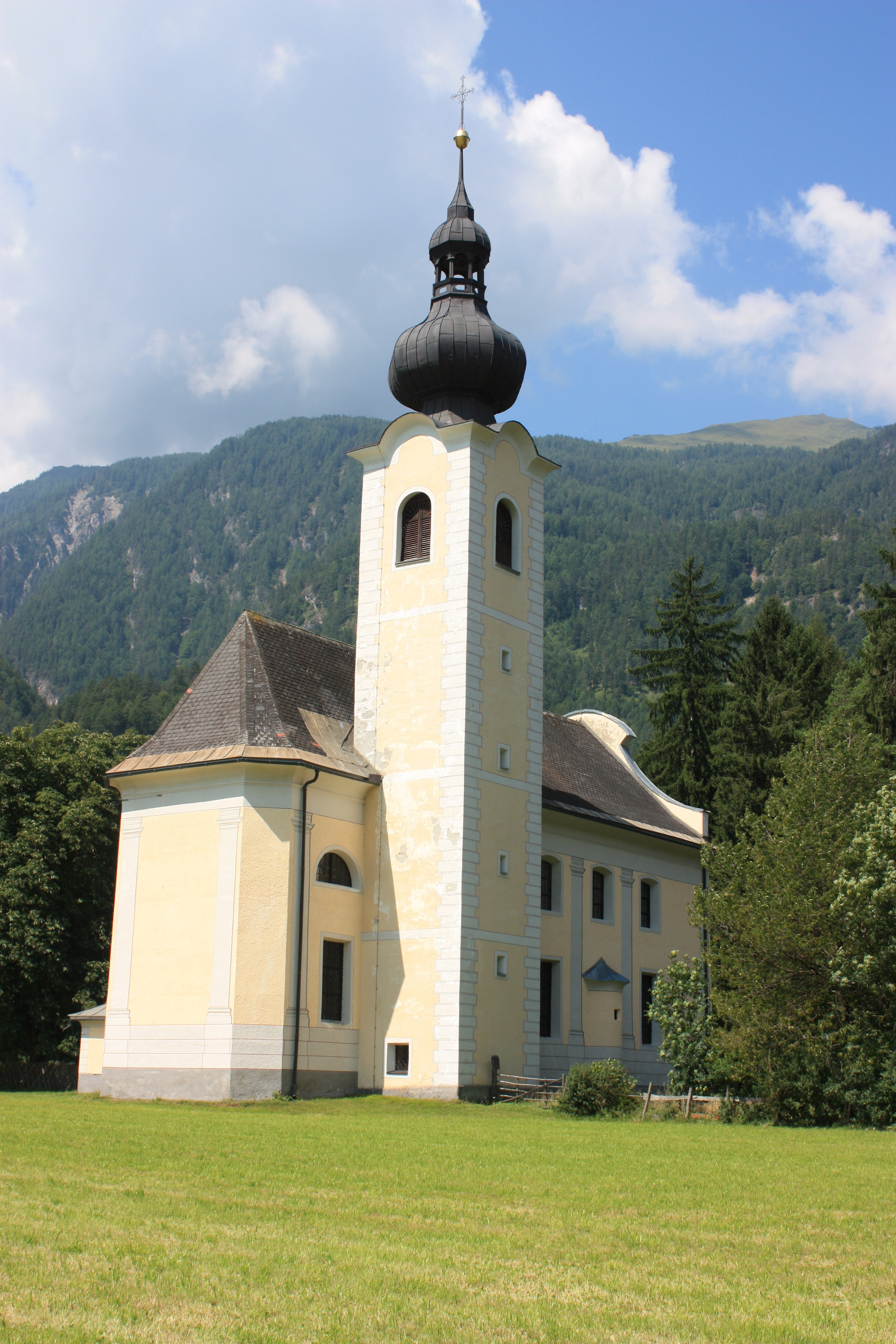

Die Filial- und Wallfahrtskirche Maria Pirkach in dem Wallfahrtsort Pirkach in der Gemeinde Oberdrauburg gehört zur römisch-katholischen Pfarre Ötting. Heute ist sie, seit 1963, der Maria Rosenkranzkönigin geweiht. Ursprünglich ein Maria Immaculata Patrozinium wurde sie 1833 geweiht. Die Wallfahrtskirche, von der Familie Tschabuschnigg gestiftet und 1800 bis 1803 von den Brüdern Michael und Josef Köfler an der Stelle errichtet, wo im späten 18. Jahrhundert einem Bauernmädchen mehrmals die Muttergottes erschienen ist. Die Kirche wurde in der Napoleonischen Zeit Oberkärntens wegen des „religiösen Fanatismus der Manharter“ zugemauert, 1833 wieder geöffnet und neu – der Allerheiligsten Dreifaltigkeit – geweiht.

## Baubeschreibung
Die mittelgroße spätbarocke, bzw. frühklassizistische Wandpfeilerkirche mit eingezogenem, gerade geschlossenem Chor und einem geschweiften Giebel an der Westfassade wird durch gemalte Pilaster und Bänderungen gegliedert. An der Süd- und Westseite befinden sich Korbbogenportale. Der Turm nördlich des Chores ist mit einer Zwiebelhaube bekrönt. Im Süden ist eine niedrige Sakristei angebaut.
Der weite, helle Innenraum ist durch Wandpfeiler mit jonischen Pilastern und Zopfkapitellen gegliedert. Chor und Langhaus haben abgerundete Ecken und werden von einer Tonne mit Stichkappen und verkröpftem Gebälk überwölbt. Über den hohen Rechteckfenstern mit Zopfdekor befinden sich in den Lunetten über dem Hauptgesims kleinere Segmentbogenfenster. Die mit Zopfdekor versehene, gemauerte Kanzel an der Nordwand des Langhauses ist über ein Treppenhaus von außen zugänglich. Die Orgelempore steht auf zwei Säulen. Die Orgel mit bemalten Flügeln aus der zweiten Hälfte des 17. Jahrhunderts stammt aus der Pfarrkirche in Kötschach und wurde 1850 nach Maria Pirkach gebracht.
Die Wand- und Deckenmalerei stammt von Christoph Brandstätter dem Älteren von 1803/1804 (Inschrift: Christ Prandstätter Pinxit 1803). Die Architektur der Rückwände vom Hochaltar und den Seitenaltären sind als Scheinarchitektur gemalt. Über dem Hochaltar ist die Verkündigung, im Chorgewölbe Mariä Himmelfahrt und seitlich die Opferung und die Heimsuchung zu sehen. Das Deckengemälde im Langhaus zeigt die Marienerscheinung von Pirkach mit der knienden Stifterfamilie sowie in Medaillons die vier Evangelisten und die Apostelfürsten Petrus und Paulus.

## Einrichtung
Auf dem Hochaltar steht ein Rokokotabernakel aus der Mitte des 18. Jahrhunderts und eine um 1700 entstandene Figurengruppe mit einer thronenden Muttergottes mit Kind im Strahlenkranz und darüber Gottvater und die Heilig-Geist-Taube. Auf 15 Rundbildern sind die Rosenkranzgeheimnisse dargestellt. Auf den Seitenaltären stehen die Statuen von Jesus als Guten Hirten, der die Seinen mit seinem eigenen Blut nährt, sowie einer Guten Hirtin, die die Kirche versinnbildlicht. Hinter den Seitenaltären sind Franz von Assisi und der heilige Oswald gemalt. Über dem Seiteneingang sind ein Barockkreuz und eine Pietà, umgeben von trauernden Engeln angebracht. In der Sakristei wird in einer Vitrine eine Statuette von Maria als Himmelkönigin aus dem 17. Jahrhundert aufbewahrt.